# HMS Mauritius (80)
Le HMS Mauritius (pennant number 80) est un croiseur léger de la classe Crown Colony construit pour la Royal Navy.

## Historique

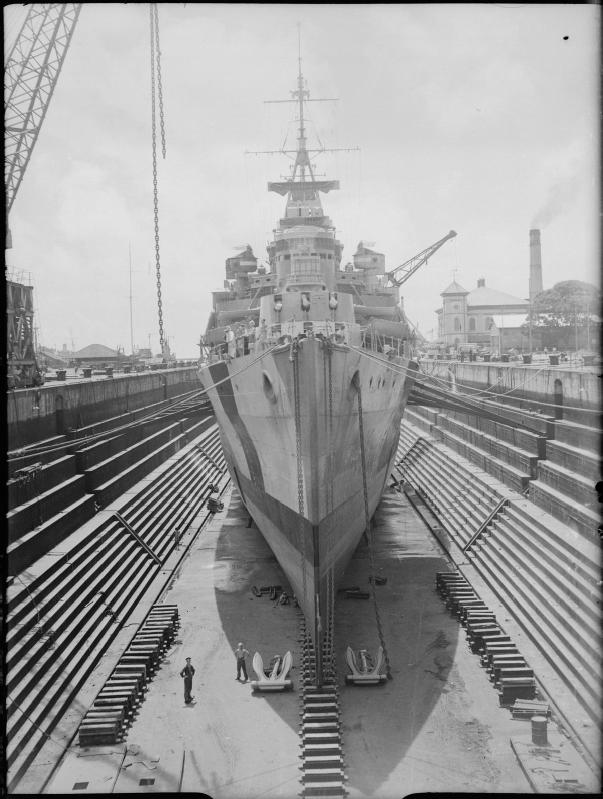
Le Mauritius en cale sèche.

Entré en service le 4 janvier 1940, le navire est utilisé pour escorter les convois à travers l’Atlantique, servant également au sein de la Home Fleet pour assurer la sécurité de l’espace maritime britannique. 
À la fin de l’année 1941 jusqu’en avril 1943, il sert en Asie du sud-est (Eastern Fleet) avant de rejoindre la Méditerranée au sein de la Mediterranean Fleet. Le Mauritius participe aux opérations amphibies en Sicile (opération Husky) et participe également au débarquement de Salerne. Déployé dans le golfe de Gascogne afin de lutter contre les convois allemands dans le cadre de l’opération Stonewall, il prend part au débarquement d’Anzio en janvier 1944.
Transféré dans la Manche au printemps de cette même année, il est déployé au sein de la force D dans le cadre de l’opération Neptune, opérant au large de Sword Beach. Dans les jours qui suivent le lancement de la bataille de Normandie, il appuie par le feu la progression des forces terrestres anglo-canadiennes dans la région de Caen, en particulier le 18 juillet lors de l’opération Goodwood. Il patrouille ensuite le long des côtes de Bretagne et coule plusieurs bâtiments allemands dans la nuit du 14 au 15 août (le Sperrbrecher 157) et dans la nuit du 22 au 23 août (cinq Vorpostenboote).
De retour au Royaume-Uni, il effectue des raids le long des côtes norvégiennes et, dans la nuit du 27 au 28 janvier 1945, il endommage sérieusement le destroyer allemand Z 31.
Déployé après la guerre dans les eaux méditerranéennes, il traverse le détroit de Corfou lors de l'incident du détroit de Corfou en 1946, avant d'être modernisé et de reprendre le service en 1949 au sein de la 1re escadre de cuirassés. Les années suivantes, le Mauritius est déployé en Asie du Sud-Est et dans l’océan Indien avant d’être placé en réserve de 1952 à 1965. Il est finalement démoli à partir du 27 mars 1965.